# داستن ستولتزفوس
داستن ستولتزفوس (بالإنجليزية: Dustin Stoltzfus؛ مواليد 15 نوفمبر 1991) هو مُقاتل فنون قتالية مختلطة ألماني أمريكي المولد.

## وصلات خارجية
- داستن ستولتزفوس على موقع يو إف سي (الإنجليزية)
- داستن ستولتزفوس على موقع شيردوغ (الإنجليزية)
- داستن ستولتزفوس على موقع Tapology.com (الإنجليزية)